# Pasqualino Moretti
Pasqualino Moretti (* 14. März 1947 in Spino d’Adda) ist ein ehemaliger italienischer Radrennfahrer.

## Sportliche Laufbahn
Moretti war Straßenradsportler und auch im Bahnradsport aktiv. Er war Teilnehmer der Olympischen Sommerspiele 1972 in München. Im Mannschaftszeitfahren kam der italienische Vierer mit Osvaldo Castellan, Pasqualino Moretti, Francesco Moser und Giovanni Tonoli auf den 9. Platz. Er gewann die Eintagesrennen Grand Premio Fiera del Perdono 1968 und Mailand–Bologna 1970. Bei den UCI-Straßen-Weltmeisterschaften 1971 kam er im Mannschaftszeitfahren auf den 4. Rang. 1974 trat er vom Radsport zurück.